# Ion C. Brătianu
Ion Constantin Brătianu (pronunciació en romanès: [iˈon brətiˈanu]; 2 de juny de 1821 – 16 de maig de 1891) va ser una de les principals figures polítiques de la Romania del segle xix. Era fill de Dincă Brătianu i germà petit de Dimitrie, a més del pare de Ionel, Dinu i Vintilă Brătianu. També va ser l'avi del poeta Ion Pillat.

## Biografia

### Primers anys de vida

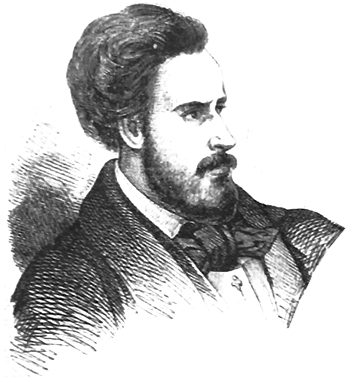
Brătianu el 1848, detall d'un retrat de grup de membres del govern provisional

Va néixer en el si d'una família rica de boiars a Pitești, al Principat de Valàquia. Va ingressar en l'Exèrcit de Valaquia en 1838, i al 1841 va començar a estudiar a París. De tornada a la seva terra natal, Brătianu va participar, amb el seu amic C. A. Rosetti i altres joves polítics (inclòs el seu germà), a la Revolució valaca de 1848, i va actuar com a prefecte de la policia del govern provisional format aquell any.
La restauració de l'autoritat imperial russa i otomana poc després el va portar a l'exili. Es va refugiar a París i va intentar influir en l'opinió francesa a favor de la proposta d'unió i autonomia dels principats danubians romanesos. El 1854, però, fou condemnat a una multa i tres mesos de presó per sedició, i més tard tancat en un manicomi; el 1856, va tornar a Valàquia amb el seu germà, després un dels seus principals adversaris polítics.

### Sota Cuza i a l'oposició
Va estar a favor del sindicat dels Principats Danubians (Valàquia i Moldàvia), com a membre de la Partida Națională. Durant el regnat d'Alexandru Ioan Cuza (1859-1866), Brătianu va fundar (el 1875) el Partit Nacional Liberal (PNL), fins avui una formació política important. L'oposició a la Reforma agrària va unir els emergents liberals i conservadors contra el Domnitor i el seu cercle interior. Ambdues parts estaven formades principalment per terratinents i es van aliar per bloquejar la legislació a la cambra, cosa que va fer que Cuza imposés el seu govern autoritari el maig de 1864. La coalició bipartida, recordada com la monstruosa coalició, va optar per la destitució de Cuza. Brătianu va participar en la deposició de 1866 i en les eleccions posteriors del príncep Carol de Hohenzollern-Sigmaringen, sota el qual va ocupar diversos nomenaments ministerials durant els següents quatre anys.
Tot i això, la seva relació molt sinuosa amb el nou príncep va ser l'origen de diverses situacions de crisi. En particular, Brătianu assenyalaria els beneficis d'un projecte republicà (que Rosetti i la seva esquerra del partit liberal mai no havien deixat d'advocar). Així, quan la República experimental de Ploiești es va crear el 1870 al voltant d'un grup liberal, Ion Brătianu va ser arrestat com a figura inspiradora, però aviat va ser alliberat.

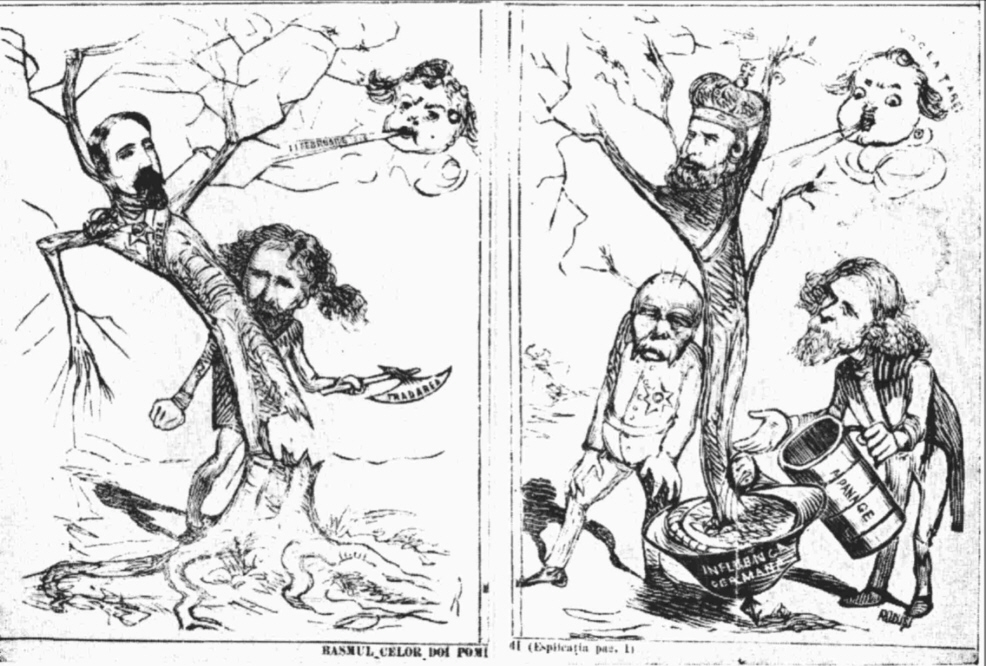
Dibuix animat antidinastic, publicat a Ghimpele, 1872. Vinyeta esquerre: Alexander Ioan Cuza traït per Brătianu; panell dret: Carol I, recolzat per Otto von Bismarck i Brătianu, alimentant-se de la influència de l'Imperi Alemany i del privilegi econòmic

El 1871, els liberals van organitzar protestes a favor de França -acabades de derrotar a la Guerra francoprussiana i implícitament contra l'Imperi Alemany, els conservadors i el mateix príncep Carol. El pes del moment va mostrar les febleses dels liberals, així com la resolució de Carol: el príncep va demanar a Lascăr Catargiu que formés un govern estable i fiable. El canvi de tàctica va obligar els liberals a formar la seva tendència fluixa com a partit real el 1875. Al costat de diversos principis liberals, la nova formació va fer un pas més cap a la defensa del proteccionisme i la persecució dels jueus romanesos. El 1876, ajudat per CA Rosetti, Brătianu va formar un gabinet liberal, que va romandre en el poder fins al 1888, cosa que va significar la seva acceptació de Carol.

### Protagonisme
El govern va prendre mesures per treure el país del seu vassallatge otomà; no obstant això, es diferenciava dels conservadors pel fet que veien la principal amenaça que suposava Romania a l'Imperi Austrohongarès. Els liberals eren de la generació que havia cridat l'atenció del país als romanesos de Transsilvània; d'altra banda, Catargiu havia signat un acord amb la monarquia austríaca que li atorgava un privilegi comercial a Romania, tot callant la seva sospita cap a l'Irredemptisme romanès. El govern de Brătianu no va pertorbar aquest clima després que l'aliança russa resultés insatisfactòria i les dues parts van recórrer a ajudar les empreses culturals romaneses a Transsilvània (fins a la Primera Guerra Mundial).
Va alinear el país amb Rússia tan aviat com va començar la guerra russo-turca de 1877–1878, amb el seu capítol, la Guerra d'Independència de Romania. Mentre Romania es va emancipar de la tutela otomana, Brătianu va haver d'acollir una ocupació russa perllongada i el Congrés de Berlín va veure com Rússia s'apoderava de la Bessaràbia meridional, l'única part de Besarabia que encara estava sota control romanès (a Romania se li va atorgar la Dobrudja Septentrional a canvi). Després de la guerra, el Principat de Bulgària va aparèixer i va començar a buscar un príncep. Segons Nikolaj Pavlovič Ignat'ev, Brătianu va donar suport a l'elecció del príncep Carol I com a monarca de Bulgària. Ignatyev va dir que la intenció dels funcionaris romanesos era establir la Unió de Bulgària i Romania. El 1881, Romania es va proclamar Regne.

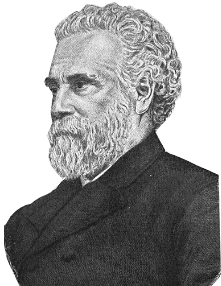
Ion C. Brătianu a la vellesa

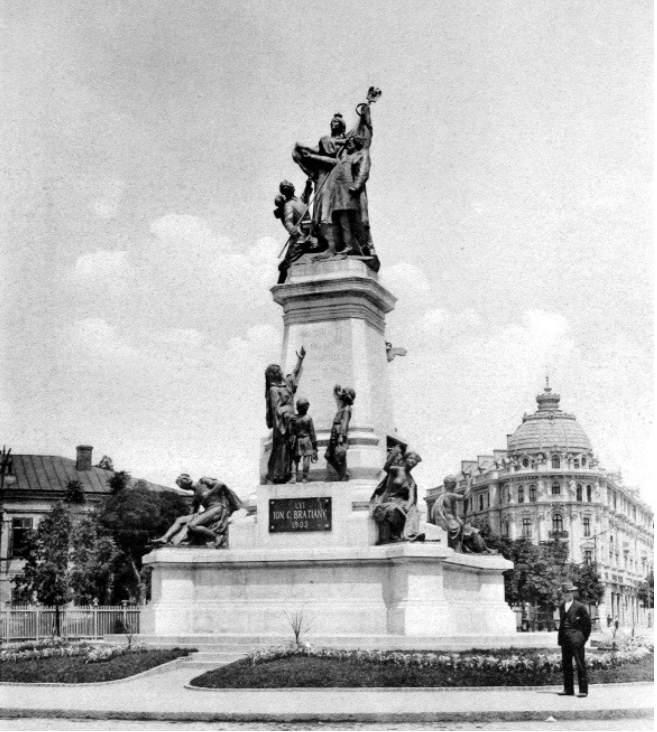
Monument a Ion C. Brătianu (escultor Ernest Henri Dubois), erigit a Bucarest el 1903 i retirat el 1948

El Congrés també va pressionar els liberals perquè descartessin les polítiques de discriminació i el govern va acordar permetre que els jueus i els musulmans dobrujans sol·licitessin la ciutadania (amb 10 anys de llibertat condicional), però va continuar prohibint que les persones nascudes a l'estranger o els que no fossin ciutadans tinguessin terres.
El govern Brătianu va introduir les reformes més modernes en els camps administratiu, educatiu, econòmic i militar. Va celebrar el seu principal èxit el 1883, quan els liberals van aconseguir modificar la Constitució de Romania de 1866, ampliant el nombre d'electors i establint un tercer col·legi electoral, que donava certa representació als camperols i als empleats urbans. El moviment no va ser radical i va servir per obtenir l'ascendència política dels liberals: les primeres eleccions segons la nova llei els van aportar una majoria aclaparadora.
El 1886, després d'una reunió amb Carol I i el príncep búlgar Alexandre de Battenberg, Brătianu va informar el diplomàtic búlgar Grigor Nachovich que Alexandre havia sol·licitat una confederació balcànica sota la direcció de Carol I. Això va resultar ser un malentès.
Després del 1883, Brătianu va actuar com a únic líder del partit, a causa d'una baralla amb Rosetti, la seva amiga i aliada política durant gairebé quaranta anys. El seu llarg mandat, sense paral·lel en la història de Romania, va fer que Brătianu fos extremadament impopular i, al final, la seva destitució va semblar inevitable. Però qualsevol procediment contra el ministre hauria implicat càrrecs contra el rei, que era el principal responsable de la seva política, i la destitució es va evitar amb una votació del parlament el febrer de 1890.

### Altres activitats
A més de ser el principal estadista de Romania durant els anys crítics 1876–1888, Brătianu va assolir certa eminència com a escriptor. Els seus fulletons polítics en llengua francesa, Mémoire sur l'empire d'Autriche dans la question d'Orient ("Compte de l'Imperi austríac en la qüestió oriental", 1855), Réflexions sur la situation ("Reflexions sobre la situació", 1856). Es van publicar, Mémoire sur la situation de la Moldavie depuis le traité de Paris ("Compte sobre la situació de Moldàvia després del tractat de París", 1857) i La Question religieuse en Roumanie ("La qüestió religiosa a Romania", 1866) a París.

## En memòria
Molts llocs, escoles, carrers i edificis a Romania porten el seu nom com a homenatge. Els més reconeguts són:
- El comú IC Brătianu al comtat de Tulcea.
- El Col·legi Nacional Ion C. Brătianu de Pitești.
- El Col·legi Nacional IC Brătianu a Hațeg.
- El bulevard Ion C. Brătianu, al centre de Bucarest.
- I. C. Brătianu Plaza a Timișoara.
- El monitor de riu de classe Mihail Kogălniceanu, Ion C. Brătianu (F-46).